# برعو
برعو (به عربی: برعو) یک منطقهٔ مسکونی در سومالی است که در Togdheer Region واقع شده‌است. برعو ۲۸ کیلومتر مربع مساحت و ۳۵۰٬۲۱۱ نفر جمعیت دارد و ۱٬۰۳۷ متر بالاتر از سطح دریا واقع شده‌است.